# Raízes da Tijuca
O Grêmio Recreativo Bloco Carnavalesco Raízes da Tijuca é um bloco carnavalesco do Rio de Janeiro sediado no bairro da Tijuca, mais precisamente no Morro do Salgueiro, tendo como madrinha o Salgueiro, onde fez final de samba-enredo na atual quadra na rua Silva Teles e na antiga quadra, hoje sua sede.

## História
Em 2009, o Raízes da Tijuca desfilou com um enredo em homenagem a Joãozinho Trinta
Décimo bloco a desfilar na Avenida Rio Branco em 2010, apresentando o enedo “Brasil Mestiço. Das Origens Raciais Brasileiras à Cultura Popular”, o bloco foi sexto colocado, com 195 pontos.
Para 2011 apresentou um enredo sobre o sambista Djalma Sabiá, no entanto terminou na 9º colocação, sendo rebaixada para o segundo grupo dos blocos, em 2012. após essa queda conta com uma ONG do Morro para ajudar no desenvolvimento do carnaval, no intuito de subir o bloco de volta ao grupo 1.

## Segmentos

### Presidentes
| Nome          | Mandato | Ref.  |
| ------------- | ------- | ----- |
| Pedro Miranda | - 2023  | [ 5 ] |

### Vice Presidente
| Nome Marcelo de Paula Mandato 2023 |

### Diretores
| Ano | Diretoria Cultural/Evento/Carnaval | 2023 | Tata Leal, Caroline e Josias |

## Carnavais
| Ano  | Colocação   | Grupo   | Enredo | Carnavalesco                    | Ref.          |
| ---- | ----------- | ------- | --- | ------------------------------- | ------------- |
| 2006 | Campeã      | Grupo 1 | Sua majestade Clóvis Bornay, Sinônimo de carnaval | Sérgio Silva                    | [ 7 ]         |
| 2007 | 4º lugar    | Grupo 1 | Brasil, flor amorosa de três raças | Sérgio Silva                    | [ 8 ]         |
| 2008 | Vice-Campeã | Grupo 1 | Das Belas Artes, o Professor para Academia do Samba | Sérgio Silva                    | [ 9 ]         |
| 2009 | 3º lugar    | Grupo 1 | Os primórdios de João Trinta | Sérgio Silva                    | [ 3 ] [ 10 ]  |
| 2010 | 6º lugar    | Grupo 1 | Brasil Mestiço. Das Origens Raciais Brasileiras à Cultura Popular | Oziene Furtado                  | [ 11 ]        |
| 2011 | 9º lugar    | Grupo 1 | Djalma Sabiá: Memória do samba | Sérgio Silva                    | [ 12 ]        |
| 2012 | 4º lugar    | Grupo 2 | Cinema do princípio documental dos irmãos Lumiere, a criação de novos universos oníricos. A História do Cinema. | Suely Silva                     | [ 13 ]        |
| 2013 | 2º lugar    | Grupo 2 | Cabeças vão rolar – O cangaço invade o Carnaval Carioca | Suely Silva                     | [ 14 ]        |
| 2014 | 2º lugar    | Grupo 2 | Hoje a Estrela da Noite é Você. | Marcelo de Paula                | [ 15 ]        |
| 2015 | 6º lugar    | Grupo 1 | Um Grito na Savana | Marcelo de Paula                |               |
| 2016 | 6º lugar    | Grupo 2 | Eu fico com a pureza e a resposta das crianças Compositores: Luiz Rodrigues, Rafael de Souza, Alexandre Lopes e Henrique Costa.                                                                                         | Pedro Nobre                     | [ 16 ] [ 17 ] |
| 2017 | 6º lugar    | Grupo 2 | Num cenário de tão lindo matiz, Maria Augusta faz o Raízes feliz! {Clarck José de Almeida, Gilberto Azevedo da Silva Filho, José Vicente de Araújo Oliveira, Paulo Roberto Pereira de Lima, e Samuel Wagner de Azevedo. | Pedro Nobre                     | [ 18 ]        |
| 2018 | 10º lugar   | Grupo 2 | Terra do Nunca | Marcelo de Paula                |               |
| 2019 | 2º lugar    | Grupo B | O Poder ancestral Feminino (Compositores: Gilmarques, Selmarques e Beto Canção) | André Tabuquine                 | [ 19 ]        |
| 2020 | Campeã      | Grupo B | Raízes no reino de Oyó (Compositores: Gilmarques, Selmarques, Gabriel Rodrigues, Beto Canção e Renato Penna.) | André Tabuquine                 | [ 20 ]        |
| 2022 | 11° lugar   | Grupo A | Raízes nos Palcos do Coração do Rio | André Tabuquine                 |               |
| 2023 | 8º lugar    | Grupo B | Sua majestade Clóvis Bornay, Sinônimo de carnaval (Releitura do enredo de 2006) | Selma Marques e William Marques |               |
| 2024 | 4º lugar    | Grupo 2 | Carlinhos, o Rei do Salgueiro | Marcelo Vieira de Paula         |               |
| 2025 | 2º lugar    | Grupo 2 | |                                 |               |